# Église Saint-André de Saint-André-le-Bouchoux
L'église Saint-André est une église située à Saint-André-le-Bouchoux, en France.

## Localisation
L'église est située dans le département français de l'Ain, sur la commune de Saint-André-le-Bouchoux.

## Historique
L'édifice est inscrit au titre des monuments historiques en 1947.